# Генрі Форд II
Генрі Форд II (англ. Henry Ford II; 4 вересня 1917, Детройт — 29 вересня 1987, Детройт) — бізнесмен, керівник «Ford Motor Company». В компанії на посаді Президента (англ. President) з 1945 по 1960 рік, на посаді Chief Executive Officer з 1960 по 1979 рік. Онук Генрі Форда.
Очолив «Ford Motor Company» після війни. Завдяки тому, що він найняв талановитих менеджерів, компанія вибралася з боргів. Серед цих менеджерів, прозваних «Вундеркіндами», був Роберт Макнамара, котрий згодом пішов працювати міністром оборони США в уряд Кеннеді-Якокка.